# Cung điện ở Dąbrowica
Cung điện ở Dąbrowica (tiếng Ba Lan: Pałac w Dąbrowicy) là một cung điện nổi bật ở làng Dąbrowica, huyện Jeleniogórski, tỉnh Dolnośląskie, Ba Lan. Công trình kiến trúc này có tên trong danh sách di tích.

## Lịch sử
- Thế kỷ 15: Một trang viên được xây dựng. Gia đình quý tộc Zedlitz sở hữu nơi này trong hơn 100 năm.
- Năm 1616: Trang viên này rơi vào tay gia đình Borowitz.
- Các chủ sở hữu tiếp theo lần lượt là các gia đình: Carwarth (đến năm 1723); Frankenberg (đến năm 1747); Buchs (1750-1817).
- Năm 1835: Gia đình Rosen mua lại khu bất động sản này và xây dựng một cung điện theo phong cách tân Gothic.[2] Nơi đây được thiết kế giống với các chức năng của một cung điện nghỉ dưỡng mùa hè, khá tương tự với các dinh thự tại nước Phổ.
- Sau năm 1990: Cung điện được một gia đình ở địa phương tiếp quản và đang thực hiện việc tái thiết lại.

## Kiến trúc
Đây là một cung điện 3 tầng mang hơi hướng kiến trúc tân Gothic và kiến trúc chiết trung. Tòa tháp có phần thân hình tứ giác giống như một tháp pháo. Phần tường của cung điện bắt mắt với những đường vân gạch nung.